# Język wardżi
Język wardżi (inaczej: wardżĩ, sirzakwai, sar, sarawa, wardża, wardżawa; nazwa oryginalna: sərzakwai) – język afroazjatycki z zachodniej gałęzi języków czadyjskich, używany w Nigerii (obszar Ningi, stan Bauczi; obszar Birnin Kudu, stan Jigawa). Najbliżej spokrewniony z językami wardżi (północne bauczi, B.2) – karija, mija, tsagu (cziwogaj), diri, dżimbin i innymi. Posługuje się nim około 123 000 osób (dane z 2017 roku). Do zapisu używany jest alfabet łaciński.
Grupa etniczna nazywa się Sarawa lub Wardżawa.

## Liczba
| Rok  | Liczba mówiących |
| ---- | ---------------- |
| 1971 | 28 000           |
| 1977 | 50 000           |
| 2000 | 77 700           |
| 2017 | 123 000          |